# Wild (Jessie J)
Wild è il primo singolo della cantante Jessie J estratto dal suo secondo album cantato in collaborazione con Big Sean e Dizzee Rascal. Il brano è stato pubblicato in Regno Unito il 26 maggio 2013 e il giorno dopo nel resto del mondo. Jessie J ha comunicato su Twitter che se il brano arriverà alla numero 1 su iTunes, rivelerà il titolo del suo nuovo album.

## Video
Jessie J ha lanciato il video di Wild il 25 maggio 2013 sul canale VEVO della cantante britannica.

## Classifiche
| Classifica (2013) | Posizione massima |
| ----------------- | ----------------- |
| Australia         | 6                 |
| Austria           | 34                |
| Belgio (Fiandre)  | 55                |
| Belgio (Vallonia) | 69                |
| Danimarca         | 16                |
| Francia           | 160               |
| Germania          | 12                |
| Irlanda           | 9                 |
| Italia            | 99                |
| Nuova Zelanda     | 27                |
| Paesi Bassi       | 63                |
| Regno Unito       | 5                 |
| Spagna            | 40                |
| Svizzera          | 46                |

## Date di uscita
| Paese       | Data           | Etichetta          | Formato           |
| ----------- | -------------- | ------------------ | ----------------- |
| Regno Unito | 26 maggio 2013 | Universal Republic | Download digitale |
| Mondo       | 27 maggio 2013 | Universal Republic | Download digitale |